# باربرا ماسيني
باربرا ماسيني (من مواليد 22 يناير 1974) هي سياسية إيطالية من حزب فورزا إيطاليا. شغلت منصب عضو مجلس الشيوخ من توسكانا.